# Raphaëlle Bacqué
Pour les articles homonymes, voir Bacqué.
Raphaëlle Bacqué est une journaliste française née le 1er février 1964 à Paris. Elle est actuellement grand reporter au journal Le Monde.

## Biographie

### Jeunesse et études
Raphaëlle Bacqué est diplômée de l'Institut d'études politiques de Paris (1987). Elle est ensuite diplômée du Centre de formation des journalistes (promotion 1988). Elle est également titulaire d'une licence de droit public.
Elle est la sœur de la psychologue Marie-Frédérique Bacqué.

### Parcours professionnel
Raphaëlle Bacqué commence sa carrière à l'AFP en 1988, puis travaille pour France-Soir où elle est envoyée spéciale pour les Pays de l'Est. En 1992, elle rejoint l'équipe de Fabien Roland-Lévy et Jean-Michel Aphatie au Parisien, puis, après sa démission en soutien à Roland-Lévy, l'hebdomadaire Marianne de Jean-François Kahn où elle couvre la politique intérieure. En 1998, elle devient journaliste au Monde, où elle acquiert progressivement le statut de portraitiste star du journal.
Elle représente Le Monde tous les lundis soir, pour l'émission diffusée sur France Inter et I>Télé, Le Franc-Parler, aux côtés de Stéphane Paoli (France Inter) et Thomas Hugues (I>Télé). À la rentrée de septembre 2008, Le Franc-Parler est remplacé par Le RV politique, diffusé le dimanche après-midi. Jean-François Achilli succède à Stéphane Paoli comme intervieweur de la station publique, et Michel Dumoret à Thomas Hugues.
Raphaëlle Bacqué commente aussi fréquemment l'actualité politique dans l'émission C dans l'air sur France 5.

### Travaux notables

#### Politique et société
Journaliste au Monde, elle couvre la campagne électorale de Ségolène Royal en 2007 et publie sur ce sujet La Femme fatale, un livre qui connaît le succès et déclenche des polémiques quant à l'éthique des enquêtes.
En 2013, elle cosigne avec Nicolas Kieffer le scénario du téléfilm Silences d'État de Frédéric Berthe, dans lequel elle fait une courte apparition.
En 2018, elle cosigne avec Ariane Chemin un ouvrage consacré à la commune de Trappes intitulé La Communauté. Othman Nasrou président du groupe « Les Républicains et Indépendants » à la région Île-de-France et chef de l’opposition municipale de Trappes, regrette le côté romanesque du livre, peu en accord avec la vie des « habitants bien réels », le fait que les auteurs aient choisi de taire « la réalité du clientélisme qui mine la ville au quotidien » et « l’opacité du financement de certains lieux de culte ». Elles remportent le premier prix littéraire Hervé-Ghesquière pour cet ouvrage.
En janvier 2023, dans Le Monde, elle publie un article controversé dans lequel elle relate son expérience d'un stage de jeûne en n'évoquant que brièvement les dérives sectaires associées à cette pratique,,.

#### Karl Lagerfeld
En 2018, elle signe dans Le Monde une série d'articles remarquée sur la vie de Karl Lagerfeld, et publie un an plus tard, sur le même sujet, un livre bien accueilli par la critique,, devenu un succès de librairie avec plus de 70 000 exemplaires vendus, et reconnu comme la première biographie du grand couturier. Traduit en anglais, le livre sert en 2024 de base à une série produite par Gaumont et diffusée sur Disney+, Becoming Karl Lagerfeld, dont Bacqué est une des co-créatrices.

#### Gérard Depardieu
En 2024, elle enquête sur Gérard Depardieu,,.

## Publications
- 1995 : Chirac président, les coulisses d'une victoire, avec Denis Saverot, Le Rocher et DBW, Monaco et Paris, 215 p.  (ISBN 2-268-02042-8) sur Jacques Chirac et sa victoire à l'élection présidentielle de 1995
- 1997 : Seul comme Chirac, avec Denis Saverot, Grasset, Paris, 284 p.  (ISBN 2-246-52421-0)
- 2002 : Chirac ou le Démon du pouvoir, Albin Michel, Paris, 299 p.  (ISBN 2-226-13071-3)
- 2007 : La Femme fatale, avec Ariane Chemin, Albin Michel, Paris, 229 p.  (ISBN 2-226-17929-1) ; rééd. J'ai lu (no 8608), Paris, 2008, 235 p.  (ISBN 978-2-290-00875-1) sur Ségolène Royal lors de l'élection présidentielle de 2007
- 2008 : L'Enfer de Matignon : Ce sont eux qui en parlent le mieux[23], Albin Michel, Paris, 318 p.  (ISBN 978-2-226-18680-5) commentaires de la plupart des premiers ministres français lorsqu’ils étaient à Matignon : Pierre Messmer, Raymond Barre, Pierre Mauroy, Laurent Fabius, Michel Rocard, Édith Cresson, Édouard Balladur, Alain Juppé, Lionel Jospin, Jean-Pierre Raffarin, Dominique de Villepin et François Fillon
- 2010 : Le Dernier Mort de Mitterrand, Grasset et Albin Michel, Paris, 240 p.  (ISBN 2-246-75901-3) sur François de Grossouvre

- Prix Aujourd'hui 2010
- 2011 : République, Seuil, 220p.  (ISBN 9782021030181)
- 2012 : Les Strauss-Kahn, avec Ariane Chemin, Albin Michel, Paris, 265 p.  (ISBN 978-2-226-22088-2) sur Dominique Strauss-Kahn et Anne Sinclair avant et pendant l'affaire Dominique Strauss-Kahn
- 2015 : Richie, Paris, Grasset, 300 p.  (ISBN 978-2-246-78913-0), à propos de la vie de Richard Descoings[24]
- 2018 : La Communauté, avec Ariane Chemin, Albin Michel, Paris, 336 p.
- 2018 : Les Visages de Karl Lagerfeld, reportage biographique publié en 6 volets dans Le Monde entre le 21 et le 25 août 2018.
- 2018 : L’Échappée publié aux éditions Grasset le 6 septembre 2018.
- 2019 : Kaiser Karl, Albin Michel, Paris, 256 p.  (ISBN 2-226-43959-5)
- 2022 : Successions : L'argent, Le sang et les larmes, Albin Michel, avec Vanessa Schneider  (ISBN 9782226476647)
- 2024 :
- Une affaire très française, Albin Michel avec Samuel Blumenfeld  (ISBN 978-2-226-49230-2)
- Successions : Secrets de famille, Avec Vanessa Schneider, Albin Michel, coll. « Mémoires Imaginaires », vol. saison 2  (ISBN 2-2264-9771-4)

## Filmographie

### Comme scénariste

#### Télévision
- 2008 : L'Enfer de Matignon (série TV)
- 2013 : Silences d'État (téléfilm)
- 2024 : Becoming Karl Lagerfeld (série)

#### Cinéma
- 2017 : Numéro une

## Récompenses
- « Les journalistes Raphaëlle Bacqué et Ariane Chemin remportent le 1er prix Hervé-Ghesquière », Le Monde, 9 juin 2018 (mis à jour le 11 juin 2018), en ligne.